# Libor Jan
Libor Jan (* 27. srpna 1960 Brno) je český historik a vysokoškolský pedagog. Byl vedoucím Historického ústavu na Filozofické fakultě Masarykovy univerzity v Brně. Odborně se zabývá (vrcholně) středověkými dějinami českých zemí, dějinami církve a rytířských duchovních řádů.

## Život
Po studiu na gymnáziu v Brně (1975–1979) studoval v letech 1979–1988 na Filozofické fakultě Masarykovy univerzity v Brně (s přestávkami obory archivnictví, čeština-dějepis, odborná historie). V letech 1988–1994 pracoval jako redaktor a zástupce šéfredaktora deníku Lidová demokracie, poté krátce v ČTA, České televizi Brno. Obor historie dostudoval na filozofické fakultě v roce 1992 dálkově a krátkou dobu pracoval v historickém ústavu jako externista. 
Od roku 1995 působil jako odborný asistent na filozofické fakultě Masarykovy univerzity v Brně. V roce 1999 získal titul Ph.D., v roce 2006 se habilitoval. Dne 30. dubna 2010 byl jmenován profesorem.

## Publikace (výběr)
- Jan, L.: Bratři špitálu Panny Marie v českých zemích 1204–1411. Tišnov : Sursum, 1995. 50 s. ISBN 80-85799-16-2.
- Jan, L. – Procházka, R. – Samek, B.: Sedm set let brněnské kapituly. Brno : Biskupství brněnské – Královská stoliční kapitula u sv. Petra a Pavla : Město Brno, 1996.
- Jan, L.: Němečtí rytíři v českých zemích. Praha : Synergon ; Klub pro českou heraldiku a genealogii, 1997. ISBN 80-902448-2-3.
- Jan, L.: Vznik zemského soudu a správa středověké Moravy. Brno : Masarykova univerzita ; Matice moravská, 2000. ISBN 80-210-2480-1.
- Jan, L.: Václav II. a struktury panovnické moci. Brno : Matice moravská, 2006. ISBN 80-86488-27-6.
- Jan L.: Přeskače 1279–2009 : z dějin rolnické vsi na Moravskokrumlovsku. Přeskače : Obecní úřad Přeskače, 2009.
- Jan, L. – Janiš, D. a kol.: Ad iustitiam et bonum commune. Proměny zemského práva v českých zemích ve středověku a raném novověku. Brno : Matice moravská, 2010. ISBN 978-80-86488-65-3
- Jan, L. – Kacetl, J. a kol.: Pocta králi. K 730. výročí smrti českého krále, rakouského vévody a moravského markraběte Přemysla Otakara II. Brno/Znojmo : Matice moravská, 2010. ISBN 978-80-86488-67-7
- Jan, L. a kol.: Morava v časech markraběte Jošta. Brno : Matice moravská 2012. ISBN 978-80-86488-93-6
- Jan, L. – Nezhodová, S. a kol.: Hustopeče. Město uprostřed jihomoravských vinic. Hustopeče : Město Hustopeče, 2010.
- Jan, L.: Jihomoravské vaření s vínem. Brno : Vakát, 2012.
- Jan, L. a kol.: Dějiny Brna 2. Středověké město. Brno : Město Brno, 2013. ISBN 978-80-86736-36-5
- Jan, L.: Václav II. Král na stříbrném trůnu 1283-1305. Praha : Argo, 2015. ISBN 978-80-257-1544-4